# بنی خولان العالیه (یمن)
 بنی خولان العالیه  (در عربی:  بَنی خولان العالیة )
نام روستایی است در دهستان القَیوان از توابع استان صَعده در کشور یمن در شبه جزیره عربستان.

## جمعیت
جمعیت آن (۱۲۰) نفر (۹ خانوار) است.